# Uniune monetară
O uniune monetară este o înțelegere dintre două sau mai multe state pentru împărtășirea aceleiași monezi.